# Belgrade Blue Dragons 2022
Questa voce raccoglie le informazioni riguardanti i Belgrade Blue Dragons nelle competizioni ufficiali della stagione 2022.

## Prva Liga 2022

### Stagione regolare
| 27 marzo 2022, ore 16:00 1ª giornata | Belgrade Blue Dragons | 15 – 0 referto | Novi Sad Wild Dogs |  |

| 2 aprile 2022 2ª giornata | Jagodina Black Hornets | 0 – 25 | Belgrade Blue Dragons |  |

| 17 aprile 2022, ore 16:00 3ª giornata | Belgrade Blue Dragons | 55 – 20 referto | Požarevac Pastuvi |  |

| 3 maggio 2022, ore 15:00 4ª giornata | Beograd Vukovi | 36 – 21 referto | Belgrade Blue Dragons |  |

| 21 maggio 2022, ore 14:00 6ª giornata | Kragujevac Wild Boars | 21 – 0 | Belgrade Blue Dragons |  |

| 5 giugno 2022, ore 17:00 7ª giornata | Belgrade Blue Dragons | 67 – 16 | Kikinda Mammoths |  |

### Playoff
| 12 giugno 2022, ore 17:00 Wild Card | Belgrade Blue Dragons | 35 – 0 | Jagodina Black Hornets |  |

| 25 giugno 2022, ore 17:00 Semifinale | Kragujevac Wild Boars | 37 – 0 referto | Belgrade Blue Dragons |  |

## Statistiche di squadra
| Competizione      | %Vittorie | In casa | In casa | In casa | In casa | In casa | In casa | In trasferta | In trasferta | In trasferta | In trasferta | In trasferta | In trasferta | Totale | Totale | Totale | Totale | Totale | Totale |
| Competizione      | %Vittorie | G       | V       | N       | P       | Pf      | Ps      | G            | V            | N            | P            | Pf           | Ps           | G      | V      | N      | P      | Pf     | Ps     |
| ----------------- | --------- | ------- | ------- | ------- | ------- | ------- | ------- | ------------ | ------------ | ------------ | ------------ | ------------ | ------------ | ------ | ------ | ------ | ------ | ------ | ------ |
| Stagione regolare | .667      | 3       | 3       | 0       | 0       | 137     | 36      | 3            | 1            | 0            | 2            | 46           | 57           | 6      | 4      | 0      | 2      | 183    | 93     |
| Playoff           | .500      | 1       | 1       | 0       | 0       | 35      | 0       | 1            | 0            | 0            | 1            | 0            | 37           | 2      | 1      | 0      | 1      | 35     | 37     |
| Totale            | .625      | 4       | 4       | 0       | 0       | 172     | 36      | 4            | 1            | 0            | 3            | 46           | 94           | 8      | 5      | 0      | 3      | 218    | 130    |